# پسران پسر خواهند شد
«پسران پسر خواهند شد» (به انگلیسی: Boys Will Be Boys) آهنگی از دوآ لیپا خواننده انگلیسی از دومین آلبوم استودیویی او نوستالژی آینده (۲۰۲۰) است که به عنوان قطعه پایانی آلبوم عمل می کند. لیپا این آهنگ را با کندی، جاستین ترانتر و جیسون اویگان نوشت، در حالی که تولید آن بر عهده کوز بود. این یک تصنیف پاپ باروک و چیمبر پاپ است که روی تارهای ارکسترال و درام‌های گروه مارشینگ با آوازهای پشت صحنهٔ گروه کر استیج کوچ اپسوم تنظیم شده است. مفهوم این آهنگ، مضامینی از فمینیسم دارد و به دردهای فزاینده‌ای می پردازد که دختران تجربه می کنند و نیاز به رشد سریعتر از پسرها دارند. او مردانگی سمی و رفتار جامعه با زنان را به عنوان پستی محکوم می کند.